# Bessines

Bessines este o comună în departamentul Deux-Sèvres, Franța. În 2009 avea o populație de 1,585 de locuitori.